# Ad extremas
Ad extremas (en français : Aux limites...) est une lettre encyclique du pape Léon XIII, datée du 24 juin 1893, qui insiste sur la formation d’un clergé local en territoire de mission (Asie du Sud) et la création de séminaires.

## Contenu
Dans son introduction, le pape rappelle le travail fondateur des deux grands apôtres de l’Orient, saint Thomas d’abord, puis saint François Xavier parmi les Indiens. Les efforts continuent, mais les moyens sont insuffisants. Aussi a-t-il décidé de mesures pour créer des diocèses, susciter un clergé autochtone, installer des séminaires.

### Création de diocèses
En ce qui concerne le 'Padroado' un accord a été conclu avec les autorités portugaises, ce qui a calmé les dissensions parmi les chrétiens. Il fut suivi de son exhortation apostolique Humanae Salutis (1er septembre 1886) qui décida de la création de huit provinces ecclésiastiques : Goa comme ‘siège patriarcal’. Avec Agra, Bombay, Verapoly (en), Calcutta, Madras, Pondichéry et Colombo comme ‘archidiocèses métropolitains’.

### Prêtres autochtones
La préservation de la foi chrétienne parmi les Indiens et sa propagation resteront précaires tant qu’il n’y a pas un clergé indigène qui prenne en charge l’administration de l’Église chrétienne. Saint François Xavier était de la même opinion.  Des prêtres locaux ne rencontreront pas le grand obstacle de la langue et, connaissant mieux les institutions et coutumes locales, ils gagneront plus facilement les cœurs et sauront « quand parler et quand rester silencieux ». 
Ensuite il est évident que le nombre de missionnaires venant de l’étranger est et restera inadéquat au vu des besoins des communautés chrétiennes qui se multiplient en ces régions.  Un clergé local bien formé pourra y répondre.  
Troisièmement il ne faut pas perdre de vue l’éventualité, bien que ce soit improbable, que les étrangers soient expulsés. Que deviendraient les communautés chrétiennes sans clergé autochtone, dans ce cas ? L’histoire des missions en Chine, au Japon, en Éthiopie est éclairante. Elles souffrirent haine et persécution. La où se trouvait un clergé local pour administrer les sacrements la religion survécu. En Éthiopie qui comptait déjà 200000 fidèles tout disparut lorsque les missionnaires européens furent exécutés ou expulsés, car il n’y avait pas de clergé local. 
Finalement c’est ainsi que faisaient les apôtres. Et l’exemple fut suivi par les pontifes romains : prescrire aux missionnaires de former un clergé local en l’initiant aux mystères sacrés partout ou la communauté chrétienne devenait suffisamment large, et même à élever certains à l’épiscopat.

### Création de séminaires
Les synodes de Colombo, Bangalore et Allahabad qui eurent lieu au début de 1887, ont décrété, avec le consentement du Saint-Siège, que chaque diocèse aurait son séminaire. Cependant pour des raisons financières et le manque de professeurs compétents beaucoup de diocèses ne purent pas le faire. Peu d’institutions créées méritent le nom de séminaire alors que les autorités civiles et les protestants en grand nombre font beaucoup pour donner une éducation sérieuse et raffinée aux jeunes gens.
Il est donc évident et urgent que des séminaires soient créés où la jeunesse indigène – espoir de l’Église – puisse recevoir une formation solide dans la doctrine chrétienne et dans ces vertus essentielles à l’exercice du ministère sacré.
Comme la charge financière d’une telle entreprise est très grande il est fait appel à la générosité des chrétiens d’Europe qui n’excluront personne de leur amour, particulièrement lorsque le salut de leur prochain en dépend.